# Альфред Вейл
Альфред Вейл (англ. Alfred Lewis Vail; 25 вересня 1807, Моррістаун, Нью-Джерсі — 18 січня 1859, там само) — американський винахідник і бізнесмен. Разом з Семюелем Морзе між 1837 і 1844 роками розробив і комерціалізував телеграф.
Розпочав співробітництво з Морзе після того, як його батько, американський промисловець Стів Вейл, зацікавився роботою Морзе і погодився пожертвувати 2 тис. доларів і надати приміщення для дослідів за умови, що Морзе візьме в помічники його сина Альфреда. Вважається розробником азбуки, яка — з частковими змінами — нині відома як азбука Морзе.